# Kenneth Douglas Taylor
Kenneth Douglas Taylor (Calgary, 5 de outubro de 1934 - Nova Iorque, 15 de outubro de 2015) foi um empresário e diplomata canadense.
Taylor era o diplomata encarregado do consulado do Canadá na cidade de Teerã na ocasião da crise dos reféns americanos no Irã e contribuiu para o resgate de funcionários da embaixada norte-americana no caso intitulado Canadian Caper. Por sua conduta e heroísmo, recebeu em 1980, juntamente com a esposa, a Ordem do Canadá. Neste mesmo ano, foi condecorado com a Medalha de Ouro do Congresso, nos Estados Unidos.
No início da década de 1980, foi nomeado cônsul geral do Canadá na cidade de Nova York. Em 1984, deixou o serviço público para assumir a vice-presidência na empresa Nabisco. Posteriormente, foi um dos sócios fundadores da empresa de consultoria empresarial "Taylor & Ryan".
Taylor foi retratado no filme para televisão Escape from Iran: The Canadian Caper, em 1981, e em Argo, de 2012, quando o ator Victor Garber fez o papel do diplomata.